# Франц Антон фон Валдбург-Цайл-Траухбург
Франц Антон Йозеф Йохан Вилхелм фон Валдбург-Цайл-Траухбург (на немски: Franz Anton Joseph Johann Wilhelm von Waldburg-Zeil-Trauchburg; * 28 май 1714, Залцбург; † 20 март 1790, Цайл) е имперски наследствен „трушсес“ и фрайхер на Валдбург-Цайл-Траухбург, граф на Цайл (1750 – 1790), и господар на Траухбург, имперски дворцов съветник и императорски кемерер, таен съветник на Курфюрство Бавария, пфлегер на Тюркхайм, Швабия.

## Биография
Той е големият син на наследствен трушсес, фрайхер и граф Йохан Якоб II фон Валдбург-Цайл-Траухбург (1686 – 1750), императорски съветник, оберщалмайстер на архиепископство Залцбург и главен-кемерер, и съпругата му графиня Мария Елизабет фон Кюенбург (1693 – 1719), дъщеря на граф Йохан Йозеф фон Кюенбург (1652 – 1726) и графиня Йозефа фон Харах-Рорау (1664 – 1741). Внук е на фрайхер и граф Йохан Кристоф фон Валдбург-Цайл-Траухбург (1660 – 1720) и графиня Мария Франциска Елизабет фон Монфор (1668 – 1726), дъщеря на граф Йохан VIII фон Монфор-Тетнанг (1627 – 1686) и графиня Мария Катарина фон Зулц (1630 – 1686).
По-малкият му брат Фердинанд Кристоф Вунибалд (1719 – 1786) е домхер в Залцбург и Халберщат (1745), в Аугсбург (1746 – 1785), домдекан в Залцбург (1753 – 1773), съветник на архиепископа на Залцбург, епископ на Кимзее (1772 – 1786).
Франц Антон участва заедно с брат си Фердинанд Кристоф в основаването на „Курфюрстката академия в Мюнхен“.
Франц Антон фон Валдбург-Цайл-Траухбург умира на 75 години на 20 март 1790 г. в Цайл. Синът му Максимилиан става 1. имперски княз на Валдбург-Цайл-Траухбург във Виена на 21 март 1803 г.

## Фамилия
Франц Антон фон Валдбург-Цайл-Траухбург се жени на 14 октомври 1748 г. в Цайл за графиня Мария Анна София Терезия фон Валдбург-Траухбург (* 30 ноември 1728, Мюнхен; † 25 януари 1782, Цайл), дъщеря на фрайхер и граф Фридрих Антон Марквард фон Валдбург-Траухбург-Кислег (1700 – 1744) и графиня Мария Каролина фон Куенбург (1705 – 1782). Те имат девет деца:
- Максимилиан фон Валдбург-Цайл-Траухбург (* 20 август 1750, Мюнхен; † 16 май 1818, Цайл), имперски наследствен трушдес, фрайхер на Валдбург, граф на Цайл (1790), 1. имперски княз на Валдбург-Цайл-Траухбург (във Виена на 21 март 1803 г.), таен съветник на Курфюрство Пфалц и Кралство Бавария, пфлегер на Тюркхайм, Швабия, женен I. на 7 ноември 1774 г. в Цайл за фрайин Йохана Мария Йозефа Клеофа фон Хорнщайн (* 30 ноември 1752, Вайтердинген; † 30 октомври 1797, Цайл), II. на 18 февруари 1798 г. във Волфег за Мария Анна Бернхардина Кресценция Валпургис Алойзия Фелицитас Евсебия фон Валдбург-Волфег (* 11 януари 1772, Волфег; † 6 юли 1835, Кемптен)
- Мария Амалия Антония (* 1 октомври 1751; † 10 януари 1790), монахиня в Айхщет (С. Мария Анна Валпурга)

- Клеменс Алойз Франц де Паула Вилибалд Фердин Касиан фон Валдбург-Цайл (* 13 август 1753; † 10 март 1817), имперски наследствен трушсес, граф на Валдбург-Цайл в Лустенау и Хоенемс, бохемски „инколат“ (1 септември 1781), императорски кемерер на гербовете, женен на 12 септември 1779 г. за графиня Мария Валбурга Йозефа Кажетана фон Харах-Рорау-Танхаузен (* 22 октомври 1762; † 25 май 1828), наследничка на Лустенау и Хоеменс
- Зигисмунд Кристоф фон Валдбург-Цайл-Траухбург (* 28 август 1754; † 7 ноември 1814), домхер в Кьолн (1769), домдекан в Залцбург (1781 – 1797), епископ на Кимзее (1797 – 1805), администратор на Залцбург (1812 – 1814)
- Лудвиг Бернхард Фердинанд (* 12 октомври 1755; † 21 юли 1757
- Мария Йозефа Лудовика фон Валдбург-Цайл (* 19 октомври 1756; † 23 август 1798), омъжена на 24 януари 1785 г. за граф Франц Фиделис Антон фон Кьонигсег-Ротенфелс (* 19 февруари 1750; † 10 септември 1804, Именщат)
- Теодор Франц (* 15 август 1758; † 28 март 1760)
- Франц Карл Фердинанд (* 28 февруари 1763; † 5 август 1778)
- Фердинанд Йозеф (Адам) Йохан Баптист Хуберт (* 4 ноември 1766; † 19 май 1833), домхер в Аугсбург (1792), свещеник в Айхщетен (1798)